# Intervalo (matemática)
Un intervalo (del latín intervallum) es un subconjunto conexo de la recta real, es decir, un subconjunto {\displaystyle I\subset \mathbb {R} } que satisface que, para cual quiera {\displaystyle u,w\in I} y {\displaystyle v\in \mathbb {R} }, si {\displaystyle u\leq v\leq w}, entonces {\displaystyle v\in I}. Es un conjunto medible y tiene la misma cardinalidad que la recta real.

## Proposición
Un intervalo {\displaystyle I} es un subconjunto de {\displaystyle \mathbb {R} } que verifica la siguiente propiedad:
| Si {\displaystyle r} y {\displaystyle t} son elementos de {\displaystyle I} con {\displaystyle r\leq t}, entonces para todo {\displaystyle s} tal que {\displaystyle r\leq s\leq t}, se cumple que {\displaystyle s\in I} |

## Notación
Existen dos notaciones principales: en un caso se utilizan corchetes y corchetes invertidos, en el otro corchete y paréntesis; ambas notaciones están descritas en el estándar internacional ISO 31-11.

### Intervalos abiertos
Dados dos números reales {\displaystyle a} y {\displaystyle b}, se define el conjunto  {\displaystyle (a,b)=\{x\in \mathbb {R} :a<x<b\}} llamado intervalo abierto de extremo inferior {\displaystyle a} y extremo superior {\displaystyle b}. 
En palabras, el intervalo abierto {\displaystyle (a,b)} es el conjunto de números reales comprendidos entre {\displaystyle a} y {\displaystyle b}: este conjunto no contiene a ninguno de los extremos {\displaystyle a} y {\displaystyle b}. Es un intervalo de longitud finita.
Otras notaciones
{\displaystyle (a,b)\;;\quad \left]a,b\right[\;;\quad \langle a,b\rangle }
En la definición de límite ordinario de una función real se considera como dominio un intervalo abierto que contiene al punto de acumulación.
En la topología usual de la recta (o {\displaystyle \mathbb {R} }) se usa un intervalo abierto para definir un conjunto abierto en dicha topología. En la topología usual de {\displaystyle \mathbb {R} }, un intervalo abierto es un conjunto abierto. El intervalo abierto {\displaystyle (a,b)} es igual a su interior, su frontera es el conjunto {\displaystyle \{a,b\}} y su clausura es el intervalo cerrado {\displaystyle [a,b]}. Su exterior son las semirrectas {\displaystyle (-\infty ,a]} y {\displaystyle [b,\infty )}. No tiene puntos aislados, mientras que todos sus puntos son puntos de acumulación del mismo intervalo.

### Intervalos cerrados
Sí incluye los extremos.
- Que se indica: {\displaystyle I=[a,b]\ }

En notación conjuntista:
{\displaystyle I=[a,b]=\{x\in \mathbb {R} :a\leq x\leq b\}}

### Intervalos semiabiertos
Incluye únicamente uno de los extremos.
- Con la notación {\displaystyle (a,b]} o bien {\displaystyle \left]a,b\right]} indicamos.

En notación conjuntista:
{\displaystyle I=(a,b]=\{x\in \mathbb {R} :a<x\leq b\}}
- Y con la notación {\displaystyle [a,b)} o bien {\displaystyle \left[a,b\right[},

Los cuatro tipos de intervalos anteriores se llaman finitos; los expertos asignan como su longitud {\displaystyle |b-a|}. Son muy útiles en el análisis matemático y en los temas de topología general, para el estudio de diferentes conceptos como clausura, interior, frontera, conexidad, etc. Se usan en definición de funciones como la función máximo entero, o la función techo o función piso en matemáticas discretas y para la solución de ecuaciones que conllevan valor absoluto, la función signo, etc.
Los intervalos finitos tienen un centro de simetría que es {\displaystyle (a+b)/2}, llamado punto medio, donde los extremos son {\displaystyle a} y {\displaystyle b} con {\displaystyle a<b}. En el caso {\displaystyle a=b}, no existe punto medio y el intervalo abierto es {\displaystyle \varnothing }.

### Intervalos con infinito
Este tipo de intervalos aparece cuando se conoce solo uno de los extremos y el otro es el infinito, es decir, un valor en términos absolutos mayor que cualquier otro, ya sea positivo o negativo. Al no poderse incluir el infinito en el intervalo, estos se consideran siempre abiertos.
Incluye un extremo e infinito por la derecha.
- Con la notación {\displaystyle [a,\infty )} o {\displaystyle \left[a,\infty \right[} indicamos.

En notación conjuntista:
{\displaystyle I=[a,\infty )=\{x\in \mathbb {R} :a\leq x\}}
Sin incluir el extremo:
- Y con la notación {\displaystyle (a,\infty )} o {\displaystyle \left]a,\infty \right[},

{\displaystyle I=(a,\infty )=\{x\in \mathbb {R} :a<x\}}
Incluye un extremo e infinito por la izquierda.
- Con la notación {\displaystyle (-\infty ,a]} o {\displaystyle \left]-\infty ,a\right]} indicamos.

En notación conjuntista:
{\displaystyle I=(-\infty ,a]=\{x\in \mathbb {R} :x\leq a\}}
Sin incluir el extremo:
- Y con la notación {\displaystyle (-\infty ,a)} o {\displaystyle \left]-\infty ,a\right[},

En notación conjuntista:
{\displaystyle I=(-\infty ,a)=\{x\in \mathbb {R} :x<a\}}
Para todo valor real:
- Y con la notación {\displaystyle (-\infty ,\infty )} o {\displaystyle \left]-\infty ,\infty \right[},

En notación conjuntista:
{\displaystyle I=(-\infty ,\infty )=\mathbb {R} }

### Familia de intervalos
- {\displaystyle \left\{(1-{\tfrac {1}{n}},2+{\tfrac {1}{n}}):n\in \mathbb {Z} _{>0}\right\}} es una familia de intervalos abiertos.

- {\displaystyle \left\{{[1,2+{\tfrac {1}{n}}]}:n\in \mathbb {Z} _{>0}\right\}} es una familia de intervalos cerrados.

### Operaciones con intervalos
En notación conjuntista: supongamos el conjunto {\displaystyle A}:
{\displaystyle A=\{x\in \mathbb {R} :x<4\}=(-\infty ,4)}
Esto se lee: {\displaystyle A} es el conjunto de todos los números reales {\displaystyle x} tal que {\displaystyle x} es menor que cuatro.
Y el conjunto {\displaystyle B}:
{\displaystyle B=\{x\in \mathbb {R} :9<x\}=(9,\infty )}
{\displaystyle B} es el conjunto de todos los números reales {\displaystyle x}, tal que {\displaystyle 9} es menor que {\displaystyle x}.
El conjunto unión de {\displaystyle A} y {\displaystyle B} sería:
{\displaystyle A\cup B=(-\infty ,4)\cup (9,\infty )=\{x\in \mathbb {R} :x<4\lor x>9\}}
Un elemento está en la unión de dos o más conjuntos si y solo si está por lo menos en uno de ellos.
El conjunto intersección de {\displaystyle A} y {\displaystyle B} es el vacío:
{\displaystyle A\cap B=(-\infty ,4)\cap (9,\infty )=\{x\in \mathbb {R} :x<4\land 9<x\}}
porque {\displaystyle A} y {\displaystyle B} no tienen puntos en común.
Se nota de la siguiente manera: {\displaystyle A\cap B=\varnothing }
Dados los conjuntos A y C:
{\displaystyle A=\{x\in \mathbb {R} :x<4\}=(-\infty ,4)}
{\displaystyle C=\{x\in \mathbb {R} :-3<x<15\}=(-3,15)}
El conjunto unión de {\displaystyle A} y {\displaystyle C} es:
{\displaystyle A\cup C=\{x\in \mathbb {R} :x<15\}=(-\infty ,15)}
El conjunto unión es aquel que toma los valores de cada uno de los conjuntos, entre todos los conjuntos incluidos.
El conjunto intersección de {\displaystyle A} y {\displaystyle C} es:
{\displaystyle A\cap C=\{x\in \mathbb {R} :-3<x<4\}=(-3,4)}
El conjunto intersección es aquel que toma los valores en común entre todos los conjuntos incluidos.

## Entorno
Partiendo del concepto de intervalo, podemos definir el entorno de un punto como el espacio que rodea a ese punto.

### Entorno simétrico
Un entorno simétrico o entorno de centro {\displaystyle a} y radio {\displaystyle r} se representa:
- Con la notación {\displaystyle E(a,r)} indicamos

{\displaystyle E(a,r)=\{x\in \mathbb {R} \quad /\;r>0:a-r<x<a+r\}=(a-r,a+r)}

### Entorno reducido
Un entorno reducido de centro {\displaystyle a} y radio {\displaystyle r} se representa:
- Con la notación {\displaystyle E^{*}(a,r)} indicamos

{\displaystyle E^{*}(a,r)=E(a,r)\setminus \{a\}}
Un entorno reducido de un punto {\displaystyle a} es un entorno de {\displaystyle a}, menos {\displaystyle \{a\}}. Por ejemplo, el intervalo {\displaystyle (-1,1)=\{y\in \mathbb {R} :-1<y<1\}} es un entorno de {\displaystyle a=0} en la recta real, entonces el conjunto {\displaystyle (-1,0)\cup (0,1)=(-1,1)\setminus \{0\}} es un entorno reducido de {\displaystyle 0} de radio 1.

## Nota
- Si {\displaystyle a>b}, los intervalos descritos no poseen elementos y denotan al conjunto vacío.
- {\displaystyle (a,a)}, {\displaystyle [a,a)} y {\displaystyle (a,a]} denotan también al conjunto vacío.
- {\displaystyle [a,a]} denota al conjunto unitario {\displaystyle \{a\}}, también llamado intervalo degenerado.
- Existen dos notaciones comunes para denotar intervalos, una en la que los intervalos abiertos se escriben como {\displaystyle \left]a,b\right[}, y otra en la que los intervalos abiertos se escriben como {\displaystyle (a,b)}.
- La notación {\displaystyle (a,b)} se utiliza en otras áreas de las matemáticas. Por ejemplo, denota un par ordenado en teoría de conjuntos; las coordenadas de un punto o un vector en geometría analítica y álgebra lineal; un número complejo en álgebra.
- Ambas notaciones admiten el símbolo de infinito ({\displaystyle \infty }) para indicar que no hay cota.

## Ejemplos gráficos
|                                         |
| Gráfica de una función en un intervalo. |

|                                      |
| Transformación lineal de intervalos. |

|                                      |
| Transformación lineal de intervalos. |

|                 |
| Recta numérica. |

## Clasificación
Se pueden clasificar los intervalos según sus características topológicas (intervalos abiertos, cerrados, semiabiertos) o según sus características métricas (longitud: nula, finita no nula, infinita). 
La siguiente tabla resume los 11 casos posibles, con {\displaystyle a<b}, y {\displaystyle x} perteneciente al intervalo:
| Notación                                                                | Intervalo                           | Longitud                | Descripción                                                                                |
| ----------------------------------------------------------------------- | ----------------------------------- | ----------------------- | ------------------------------------------------------------------------------------------ |
| {\displaystyle [a,b]\,}                                                 | {\displaystyle a\leq x\leq b}       | {\displaystyle b-a\,}   | Intervalo cerrado de longitud finita.                                                      |
| {\displaystyle [a,b)} o {\displaystyle [a,b[}                           | {\displaystyle a\leq x<b\!}         | {\displaystyle b-a\,}   | Intervalo semiabierto (cerrado en {\displaystyle a\,}, abierto en {\displaystyle b\,}).    |
| {\displaystyle (a,b]} o {\displaystyle ]a,b]}                           | {\displaystyle a<x\leq b}           | {\displaystyle b-a\,}   | Intervalo semiabierto (abierto en {\displaystyle a\,}, cerrado en {\displaystyle b\,}).    |
| {\displaystyle (a,b)} o {\displaystyle ]a,b[}                           | {\displaystyle a<x<b\!}             | {\displaystyle b-a\,}   | Intervalo abierto.                                                                         |
| {\displaystyle (-\infty ,b)} o {\displaystyle ]-\infty ,b[}             | {\displaystyle x<b\!}               | {\displaystyle \infty } | Intervalo semiabierto.                                                                     |
| {\displaystyle (-\infty ,b]} o {\displaystyle ]-\infty ,b]}             | {\displaystyle x\leq b\!}           | {\displaystyle \infty } | Intervalo semiabierto.                                                                     |
| {\displaystyle [a,\infty )} o {\displaystyle [a,\infty [}               | {\displaystyle x\geq a\!}           | {\displaystyle \infty } | Intervalo semiabierto.                                                                     |
| {\displaystyle (a,\infty )} o {\displaystyle ]a,\infty [}               | {\displaystyle x>a\!}               | {\displaystyle \infty } | Intervalo semiabierto.                                                                     |
| {\displaystyle (-\infty ,\infty )} o {\displaystyle ]-\infty ,\infty [} | {\displaystyle x\in \mathbb {R} \!} | {\displaystyle \infty } | Conjunto a la vez abierto y cerrado en la topología usual de {\displaystyle \mathbb {R} }. |
| {\displaystyle [a,a]=\{a\}\!}                                           | {\displaystyle x=a\!}               | {\displaystyle 0\!}     | Intervalo cerrado de longitud nula (intervalo degenerado).                                 |
| {\displaystyle (a,a)=[a,a)=(a,a]=\varnothing \!}                        | sin elemento                        | {\displaystyle 0\!}     | Conjunto vacío.                                                                            |

## Caracterización

### Intervalo cerrado
El número real {\displaystyle x} está en {\displaystyle I=[a,b]\,} si sólo si {\displaystyle a\leq x\leq b}. Los puntos {\displaystyle a} y {\displaystyle b} son elementos del intervalo cerrado {\displaystyle I}; {\displaystyle a} es el ínfimo y {\displaystyle b} el supremo. El intervalo cerrado es la clausura del intervalo abierto y los semiabiertos con extremos {\displaystyle a} y {\displaystyle b} con {\displaystyle a\leq x\leq b}. El intervalo abierto {\displaystyle (a,b)} es el interior del intervalo cerrado de extremos {\displaystyle a} y {\displaystyle b}; y estos puntos son los únicos que están en la frontera del intervalo cerrado {\displaystyle I=[a,b]\,}; este es un conjunto cerrado y compacto con la topología usual de la recta .

## Propiedades
- La unión de intervalos de {\displaystyle \mathbb {R} } no siempre es un intervalo (lo será si la intersección es no vacía).
- Los conjuntos conexos de {\displaystyle \mathbb {R} } son exactamente los intervalos.[13]
- Los intervalos cerrados sobre una recta se denominan «segmento de recta», son conjuntos cerrados según la topología usual, conexos y compactos.[13]
- La imagen por una función continua de un intervalo de {\displaystyle \mathbb {R} } es un intervalo de {\displaystyle \mathbb {R} }. Esta es una formulación del Teorema del valor intermedio.
- Según la topología usual de {\displaystyle \mathbb {R} }, un conjunto abierto es la unión de intervalos abiertos.[14]

## Aritmética de intervalos
Sean {\displaystyle I=[a,b]} y {\displaystyle J=[c,d]} con {\displaystyle a\leq x\leq b}, y {\displaystyle c\leq y\leq d}.
Entonces: {\displaystyle a+c\leq x+y\leq b+d}. Lo que justifica que
- {\displaystyle I+J=[a+c,b+d]}.

- {\displaystyle I-J=[a-d,b-c]}. (No confundir con la diferencia {\displaystyle I\setminus J=\{a\in \mathbb {R} :a\in I\;\land \;a\notin J\}})

- Si se toman {\displaystyle a}, {\displaystyle b}, {\displaystyle c} y {\displaystyle d} positivos no nulos, {\displaystyle I\cdot J=[ac,bd]} e {\displaystyle I/J=[a/d,b/c]}.

## Generalización
Un intervalo {\displaystyle n}-dimensional se define como un subconjunto de {\displaystyle \mathbb {R} ^{n}}, que es el producto cartesiano de {\displaystyle n} intervalos: {\displaystyle I=I_{1}\times I_{2}\times \cdots \times I_{n}}, uno en cada eje de coordenadas.

Entorno de centro y radio.

En términos topológicos, en el espacio métrico {\displaystyle \mathbb {R} } usual los intervalos son las bolas abiertas y cerradas. De manera más general, se le llama vecindad o entorno de centro {\displaystyle a} y radio {\displaystyle \varepsilon }, al conjunto de puntos cuya distancia a {\displaystyle a} es menor que {\displaystyle \varepsilon }.
{\displaystyle E(a,\varepsilon )=\left\{x\in \mathbb {R} :|x-a|<\varepsilon \right\}}